# Pompiliu Stoica
Pompiliu Stoica (Bodzavásár, 1976. szeptember 10. –) román válogatott labdarúgó.

## Pályafutása
Pályafutása legeredményesebb éveit az Astra Giurgiu és a Steaua Bucureşti csapatainál töltötte, utóbbi klubbal kétszer nyert bajnoki címet. Légiósként az FK Moszkva és Tom Tomszk csapataiban több mint száz orosz élvonalbeli bajnokin szerepelt, majd 2009 nyarán a ciprusi Alki Larnacához szerződött. Pompiliu Stoica pályafutása során nyolc alkalommal lépett pályára a román válogatottban, egy gólt szerzett.
Miután befejezte pályafutását, 2013-ban átvette szülővárosának csapatának, az újonnan alakult Future Buzau vezetését. Még az év novemberében elhagyta az akkor a megyei bajnokságban szereplő csapatot.

## Család
Fia, Ianis Stoica szintén profi labdarúgó, 2017. október 25-én az FCSB–Sănătatea Cluj Román Kupa-meccsen pályára lépve a román labdarúgás legfiatalabb gólszerzője lett.

## Sikerei, díjai
Astra Giurgiu
- Román másodosztályú bajnok: 1997–98

Steaua Bucureşti
- Román bajnok: 2000–01, 2004–05
- Román szuperkupa-győztes: 2001

Petrolul Ploiești
- Román másodosztályú bajnok: 2010–11